# Second (banda)
Second fue un grupo de música indie rock español originario de la ciudad de Murcia, fundado en 1997. Estaba formado por Sean Frutos, Jorge Guirao, Nando Robles y Fran Guirao.
Se convirtieron en una de las bandas más reputadas del indie español, participando en numerosos festivales a lo largo de su trayectoria.
En 2023, tras veintiséis años de carrera y once discos a sus espaldas, dieron por finalizada su trayectoria con una exitosa gira de despedida que incluyó la grabación de un concierto en el Teatro Circo Price de Madrid.

## Historia
Sean Frutos (voz) y Jorge Guirao (guitarra) dieron vida a Second en el año 1997 en su Murcia natal. 
Posteriormente se fueron incorporando Nando Robles (bajista), Fran Guirao (batería) y Javi Vox (guitarra/teclados).
Su música se la puede clasificar dentro de la llamada música "indie pop". 
En sus comienzos se les hizo difícil que les contrataran para actuar en conciertos; por eso se presentaron a numerosos concursos locales en los que solían quedar en primera posición. Al principio cantaban en inglés, hecho que les permitió con la publicación del disco Pose en 2003 que se presentaran al concurso internacional de bandas GBOB en Londres que ganaron, accediendo a una gira que les llevaría por las ciudades más importantes de Reino Unido (Londres, Mánchester, Birmingham, Brighton,…). Este hecho supuso que empezaran a ser reclamados por los festivales españoles.
El 9 de octubre de 2022, Second anuncia su separación tras 25 años encima de los escenarios y diez discos publicados.

## Participación en festivales
Second ha sido uno de los grupos habituales en los festivales españoles durante el tiempo en que estuvieron activos. Entre ellos podemos destacar sus actuaciones en Sonorama Ribera (2003, 2007, 2009, 2014, 2016, 2017) de Aranda de Duero (Burgos), en donde ha actuado en numerosas ocasiones en la mítica Plaza del Trigo y en sus escenarios. También han actuado en festivales como el  SOS. 4.8. de Murcia,  Granada Sound, Actual Festival (Logroño), Low Festival de Benidorm (Alicante),  Arenal Sound (2012, 2013, 2015, 2016) de Burriana (Castellón) y el SanSan de Benicasim (Castellón), Festival Ciudad Emergente (Buenos Aires) entre otros.

## Evolución musical

### Private life
En 2000 lanzan su primer disco, “Private life”, donde ya se había incorporado Nando Robles (bajo). Un disco con composiciones oscuras, que se nutre de la música británica de los ochenta. Fran Guirao (batería) y Javi Vox (guitarra, teclados), se unirían al grupo en este intervalo entre discos, aportando nuevas influencias “americanas” que se dejarían ver en próximas composiciones.

### Pose
En 2003 fichan por una discográfica independiente que edita “Pose”, su segundo larga duración, producido por Robbie France y Tim Oldfield. Un trabajo que da un paso más, donde introducen ritmos bailables por primera vez (“TV Programs”), canciones con músculo (“Behind the pose”, “Sometines”) y medios tiempos, sello inconfundible de Second, (“Different levels”).

### Invisible
Se encierran en 2005 para componer nuevas canciones en un refugio del Cabo de Gata, que se traduce en “Invisible” (2006). Primeras canciones en castellano, y el grupo se consolida como un habitual de los festivales indies. El sencillo “Invisible” es el buque insignia de este disco.

### Fracciones de un segundo
Hasta 2009 no sale al mercado su nuevo trabajo, “Fracciones de un segundo”, que les lleva a tocar en cientos de salas por todo el país, gracias en parte al éxito de su sencillo “Rincón exquisito”, y que también les abre la puerta de Argentina, donde
participan en el Festival Ciudad Emergente (Buenos Aires). Consiguen congregar a través de las redes sociales, para su videoclip “Rodamos”, a 3000 personas en la Gran Vía de Murcia en una experiencia de grabación única.

### Demasiado soñadores
Sin descanso y sacando huecos entre concierto y concierto, componen y graban las canciones de su quinto disco “Demasiado Soñadores” (2011), bajo la producción del propio grupo y de Raúl de Lara, donde vuelven a su oscuridad inicial, pero aportando
todo lo aprendido en el camino. Un disco que busca la luz y que finalmente la halla, pero no fácilmente.
Un grupo hecho por y para el directo, presentan sus canciones por salas y festivales, teniendo una acogida considerable gracias al boca-oreja como mejor forma de difusión de su música. “N.A.D.A.”, primer corte, no es un sencillo al uso. Con una duración de más de cinco minutos, sinuosas y diferentes partes, es una apuesta del grupo por una canción que define su forma de entender la música. El videoclip, ambientado en un túnel sin aparente salida, está realizado por Mario Miranda, quien también se ha encargado del arte del CD y fotografía.
Recientemente Second ha sido galardonado con dos de los Premios de la Música y la Creación Independiente, Pop-Eye 2011. Artista Nacional y Mejor Videoclip (“Muérdeme”).
El clip “Muérdeme”, que además cuenta con la dirección y guion de Josué Inglés, nos muestra una belleza cruel, encarnada en unas ninfas, inicialmente inocentes, que acaban ensangrentadas y destrozando los instrumentos de los miembros del grupo,
quienes se encuentran intentando ser seducidos por una bailarina.
El 16 de diciembre de 2011 graban su primer disco en directo, en el Teatro Circo de Murcia, con un repaso a lo más destacado de su discografía, diferentes versiones de sus canciones y nuevas canciones listas para ver la luz.

### 15
El disco en directo "15" se edita el 8 de mayo de 2012, y tiene como tema inédito "El eterno aspirante", que es lanzado como segundo sencillo.
En diciembre de 2012 finalizan su gira 15 realizando un concierto en su Murcia natal.

### Montaña Rusa
En enero de 2013 viajaron durante un mes a Los Ángeles, Estados Unidos, para grabar su séptimo disco, con la producción de Sebastian Krys. La publicación de este disco fue el 3 de septiembre, llamado "Montaña Rusa".
"Montaña Rusa" consta de 11 canciones nuevas. El sencillo principal es "2502". La primera canción en difundirse antes de la presentación del disco fue "Lobotomizados".  
Según los integrantes de la banda, definen al disco  como "más directo, más visceral, más natural y más espontáneo".

### Viaje Iniciático
El 5 de octubre de 2015 publican su octavo disco y séptimo de estudio "Viaje iniciático" abandonando el sello discográfico Warner Music y grabando esta vez con Hook Ediciones Musicales. Consta de 11 canciones nuevas entre las que destacan: "Primera vez", "Atrévete" y "Nivel inexperto".

### Anillos y Raíces
El 16 de noviembre de 2018 se publicó su octavo disco "Anillos y  raíces". Consta de 10 canciones nuevas entre las que destacan "Mira a la gente".

### En la Cuerda Fuerte
El 7 de julio de 2020, se publica la canción "En la Cuerda Fuerte" que da también nombre a la gira iniciada en Murcia esa misma semana. Esta gira presenta un nuevo formato electroacústico adaptado a las limitaciones derivadas de la pandemia de COVID-19.

### Flores Imposibles
El 30 de septiembre de 2022 se publica su noveno disco de estudio titulado "Flores Imposibles". Son 9 canciones entre las que destacan "Quiero Equivocarme" y "El Contorno de tus Miedos".

## Miembros
- Sean Frutos – cantante
- Jorge Guirao – guitarra
- Nando Robles – bajo
- Fran Guirao – batería

## Miembros de directo
- David Lozano – Guitarra

- Ricardo Ruiz (Figurante Ruiz) – Teclados

### Anteriores miembros
- Javi Vox – guitarra en seis discos
- Pedro Marco – batería en los dos primeros discos
- Eduardo Fajardo – guitarra en el primer disco
- David Rubio
- Alejandro Garriga – batería ocasional

## Discografía

### Álbumes
| Año  | Álbum                    | Discográfica             | Productor                         |
| 2000 | Private Life             | La Casa de las Locas     | Second                            |
| 2003 | Pose                     | Pulpo Negro              | Robbie France y Tim Oldfield      |
| 2006 | Invisible                | DRO                      | Raúl de Lara                      |
| 2009 | Fracciones de un segundo | DRO                      | Carlos Jean y Raúl de Lara        |
| 2011 | Demasiado soñadores      | Warner Music             | Raúl de Lara, Second              |
| 2012 | 15 (Directo)             | Warner Music             | Juan Antonio Ross y Second        |
| 2013 | Montaña Rusa             | Warner Music             | Sebastian Krys                    |
| 2015 | Viaje Iniciático         | Hook Ediciones Musicales | Juan Antonio Ross                 |
| 2018 | Anillos y Raíces         | Eo!Música                | Raúl De Lara                      |
| 2022 | Flores Imposibles        | The Music Public Records | Manuel Cabezalí, Victor Cabezuelo |

### EP
- Saint Jacob's Return (mayo de 2001).[6]
- Segunda vez (2004).
- 5 (Directo) (2012)

## Colaboraciones
- Sala Camelot (Navidades 2000-2001).[6]

- Himno del Centenario del Real Murcia (2008).

## Premios

### Premios Bob Award
- Mejor Grupo de Europa 2004

### Premios Battle of Band
- Mejor Grupo del Mundo 2004

### Premios Pop-Eye
- Artista Nacional 2011.
- Mejor Videoclip 2011, por "Muérdeme".
- Premio a la Música y Creación Independiente 2011

### Premios Global
- Premios de la Música Aragonesa 2020

### Premios Mejor de la Música Región de Murcia 2022
- Mejor Álbum Pop Flores Imposibles